# 莫里茨·莫斯
莫里茨·莫斯（德語：Moritz Moos，1994年3月15日—），德国男子赛艇运动员。他曾代表德国参加世界赛艇锦标赛，获得一枚金牌和一枚银牌。他也曾参加2016年夏季奥林匹克运动会。